# Сергеево (Томская область)
Серге́ево — деревня в Первомайском районе Томской области. Административный центр Сергеевского сельского поселения.

## История
Основана в 1701 году посадскими людьми Сергеевыми. В 1926 году деревня состояла из 138 хозяйств, основное население — русские. В административном отношении являлась центром Сергеевского сельсовета Зачулымского района Томского округа Сибирского края.

## Население
| 1926 | 2002 | 2010 | 2012 | 2013 | 2014 | 2015 |
| ---- | ---- | ---- | ---- | ---- | ---- | ---- |
| 734  | ↗902 | ↘834 | ↘815 | ↘798 | ↘795 | ↘765 |
| 2021 |      |      |      |      |      |      |
| ↘727 |      |      |      |      |      |      |